# Деркум, Франц
Франц Деркум (нем. Franz Derckum; 1812, Кёльн — 11 мая 1872, Кёльн) — немецкий композитор, дирижёр и музыкальный педагог.
Начал учиться игре на скрипке у своего отца, который, однако, умер, когда сыну было пять лет. Тем не менее, мальчик продолжил занятия, с 12 лет зарабатывал игрой на танцах, с 16 лет играл в оркестре городского театра. В 1831 г. он отправился в Дессау изучать композицию у Фридриха Шнайдера. Вернувшись в свой родной город, возглавлял певческое общество, уже в 1834 г. исполнив впервые в Кёльне ораторию Луи Шпора «Отец наш». С 1839 г. играл вторую скрипку в Кёльнском струнном квартете вместе с Францем Хартманом, Францем Вебером и Бернхардом Бройером. С 1850 г. преподавал теорию музыки, гармонию и скрипку в Кёльнской консерватории. Комическая опера Деркума «Альда» была поставлена в Кёльне в 1846 году, Деркуму принадлежат также камерные, вокальные и хоровые сочинения, оркестровые увертюры. Выступал также как музыкальный критик в изданиях Людвига Бишофа — «Рейнской музыкальной газете» и «Нижнерейнской музыкальной газете»; в частности, в 1852 г. опроверг, вслед за Антоном Шиндлером и независимо от него, аутентичность опубликованных Игнацем фон Зайфридом набросков Бетховена.